# Семёновская набережная
Семёновская на́бережная — набережная в Москве, расположенная на левом берегу Яузы в Басманном районе между улицей Новая Дорога и Большой Семёновской улицами.

## Происхождение названия
Названа в начале XX века по располагавшемуся здесь селу Семёновское, в котором Пётр I в конце XVII века образовал Семёновскую солдатскую слободу. Село было известно как Введенское, по церкви Введения (не сохранилась), с 1657 года стало именоваться Семёновским — по построенной церкви Симеона Богоприимца.

## Описание
Семёновская набережная расположена на левом берегу Яузы. Вверх по течению реки она переходит в Преображенскую набережную, а вниз к центру города — в Госпитальную. Напротив находится Рубцовская набережная. Начинается от улицы Новая Дорога, проходит поначалу на северо-восток, затем поворачивает вдоль реки на север и на северо-запад, к ней примыкает Гольяновская улица. Далее идёт мимо ТПУ «Электрозаводская», проходит под пешеходным мостом через Яузу в составе ТПУ «Электрозаводская». Доходит до Электрозаводского моста и Большой Семёновской улицы. Непосредственно перед Электрозаводским мостом набережная также проходит под мостом-путепроводом железнодорожных путей Казанского направления.

## Примечательные здания и сооружения
В 2022 году построен пешеходный мост через Яузу в составе ТПУ «Электрозаводская», соединяющий набережную с Рубцовской набережной.
По нечётной стороне:
- № 3/1, корпус 1 — Союз фотохудожников России; поликлиника № 117;
- № 3/1, корпус 7 — жилой дом (1954—1956, архитекторы И. Соболев, И. Покровский, Ф. Новиков)[1].
- № 5 — Московский институт международных экономических отношений;
- № 5, строение 1 — школа № 414;

По чётной стороне:
- № 2/1 — Внипиэнергопром;
- № 2/1, строение 2 — Московская городская электросетевая компания.

## См. также

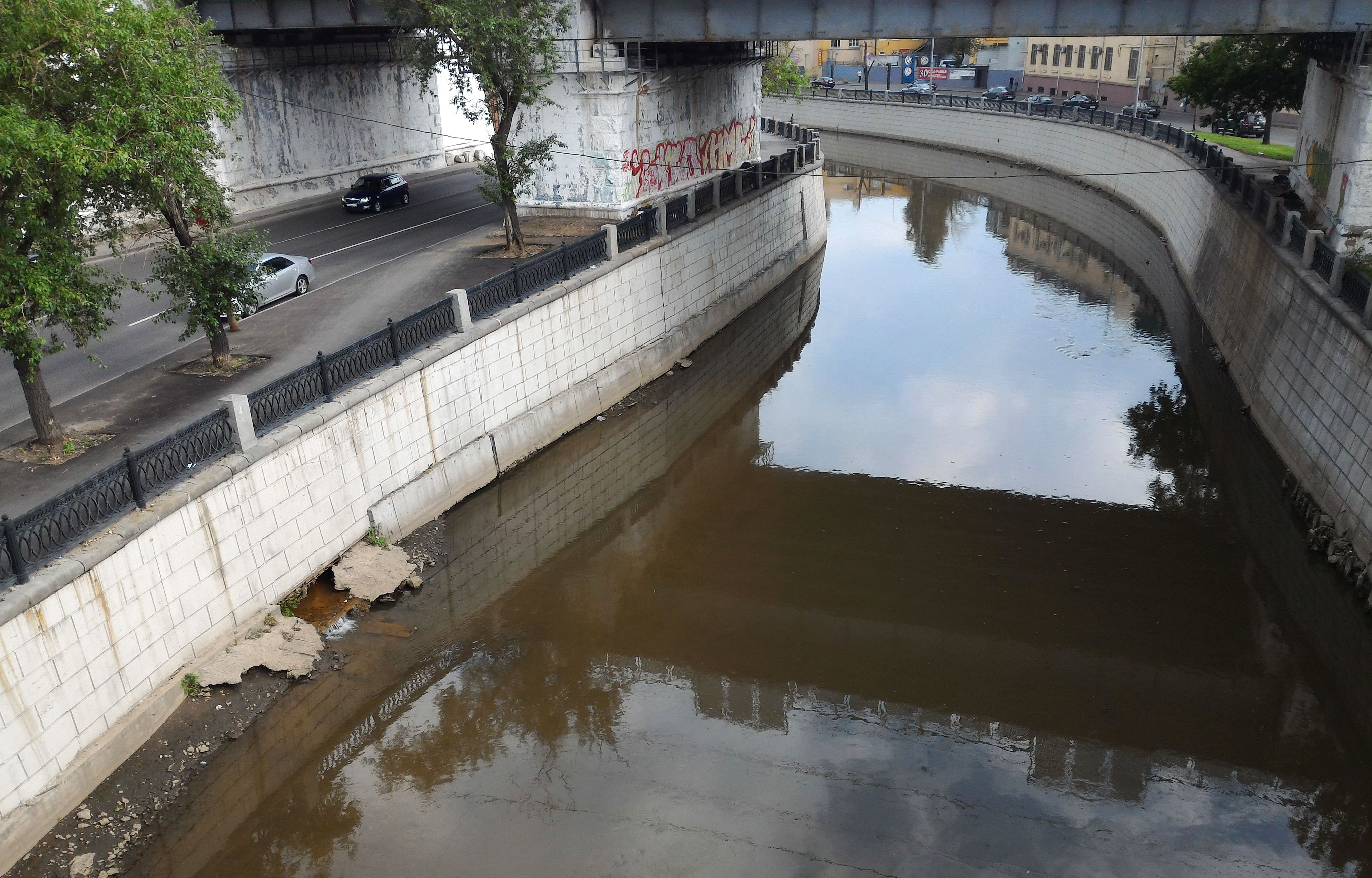
Начало Семёновской набережной. Вид на железнодорожный мост Казанского направления